# Władimir Ljankiewicz
Władimir Ljankiewicz (biał. Уладзімір Лянкевіч (ur. 29 maja 1987 w Mińsku) – białoruski poeta i tłumacz, wokalista, autor tekstów piosenek i muzyk zespołów „TonqiXod”, „luty sakavik” i „Syndrom Samazvanca”.

## Życiorys
Ukończył studia na Wydziale Filologicznym Białoruskiego Uniwersytetu Państwowego (2009), a także studia magisterskie (2010) i podyplomowe na tej samej uczelni (2013). W latach 2005-2008 był studentem Kolegium Białoruskiego na kierunku „Filozofia. Literatura”.
Członek rady redakcyjnej internetowego magazynu literatury tłumaczonej „PrajdziSvett”. Od 2014 roku jest kuratorem Białoruskiego Radia Literackiego (Litradio). Były członek i wiceprzewodniczący (2017–2019) Białoruskiego PEN-Centrum.

## Praca literacka
Autor zbioru wierszy „70% wody”, za który otrzymał Nagrodę za debiut im. Maksyma Bahdanowicza w kategorii „Poezja” (2014). Opublikowano w zbiorach i czasopismach, m.in. „Dziejaslou”. Wiersze Władimira Ljankiewicza zostały przetłumaczone na język ukraiński, angielski, szwedzki, włoski i rosyjski.
Tłumaczy poezję i prozę z języka francuskiego, angielskiego, polskiego, ukraińskiego i rosyjskiego. Wśród tłumaczeń z języka angielskiego na białoruski znalazły się baśń „Piotruś Pan” Jamesa Matthew Barriego oraz poezja Williama Blake’a, z języka polskiego (wspólnie z Aleną Pietrowicz) – powieść „Zimowla” Dominiki Słowik, a z języka rosyjskiego – poezja Włodzimierza Majakowskiego. Przetłumaczył również piosenki znanych wykonawców na język białoruski i rosyjski na potrzeby projektu muzycznego „Budzma!”.

## Wyróżnienia i nagrody
Finalista konkursów Białoruskiego PEN Center im. Francesco Petrarki (2004), Carlosa Shermana (2009) i Czesława Miłosza (2011).
Laureat Nagrody Debiutowej im. Maksima Bahdanowicza w kategorii Poezja (2014).

## Wybrana twórczość
Poezja
- Лянкевіч, У. 70% вады: [вершы] / Уладзь Лянкевіч. Мінск: Кнігазбор, 2013. 52 с. ISBN 978-985-7089-19-2

Tłumaczenia
- Бары, Дж. М. Пітэр Пэн: [казачная аповесць] / Джэймс Мэцью Бары; перакл. з англ. У. Лянкевіч; ілюстрацыі К. Дубовік. Мінск: Кнігазбор, 2017. 188 с. ISBN 978-985-7180-55-4
- Блэйк, У. Выбранае: пераклад з англійскай / Уільям Блэйк. Мінск: Зміцер Колас, 2019. 85 с. (Серыя «Паэты планеты»). ISBN 978-985-230046-9
- Маякоўскі, У. Паэзія / Уладзімір Маякоўскі; перакл. з руск. Р. Лынькоў, Т. Кляшторны, М. Багун, Р. Барадулін, А. Хадановіч, У. Лянкевіч, В. Рыжкоў). Мінск: Зміцер Колас, 2019. 104 с. (Серыя «Паэты планеты»). ISBN 978-985-23-0055-1
- Словік, Д. Зімоўка: [раман] / Дамініка Словік; пераклад з польскай Уладзіміра Лянкевіча, Алены Пятровіч. Мінск: А. М. Янушкевіч, 2021. 572 с. ISBN 978-985-7283-02-

Edycja książek
- Ханін, C. Уключаючы рэшту: [зборнік вершаў] / Сямён Ханін; рэд. У. Лянкевіч, А. Хадановіч. Вільнюс: Логвінаў, 2020. 101 с. ISBN 978-609-8213-92-8
- Казкі Рузалі Асьмак: запісаныя Адамам Багдановічам / [укладальнік А. Ф. Брыль; рэд. У. Лянкевіч]. Мінск: А. М. Янушкевіч, 2021. 70, [1] с. ISBN 978-985-7210-58-9

## Działalność muzyczna
Jeden z założycieli, wokalista i muzyk (gitara, bas, instrumenty klawiszowe) zespołów „TonqiXod”, „luty sakavik” i „Syndrom Samazvanca”. Władimir Ljankiewicz jest autorem wszystkich tekstów piosenek tych zespołów, z wyjątkiem albumu „Radyjo Niamiha” (2023), na którym muzycy „Syndromu Samazvanca” wykonali covery klasyki białoruskiego rocka z lat 90. Grodzieński zespół „Tłusta Łusta” nagrał piosenkę „Modnaja Žanczyna” do wiersza Ljankiewicza.

## Dyskografia
„TonqiXod”
- Pradmova (2014)[14][15]
- Kolier Jakoha Niama (2017)[16][17][18].

„luty sakavik”
- Soram (2019)[19][20][21],
- Bol Jon Moj (2020)[22][23][24].

„Syndrom Samazvanca”
- Sonk (2022)[25][26][27],

- Vostraŭ skarhaŭ (2023)[28][29][30],

- Radyjo Niamiha (2023)[31][32].